# NGR Dübs B
Die Fahrzeuge des Typs Dübs B der Natal Government Railways (NGR) waren Tenderlokomotiven  mit der Achsfolge 2'D1'.
25 Exemplare lieferte Dübs and Company 1904. Die Lokomotiven waren die ersten, die von D. A. Hendrie, dem leitenden Ingenieur der NGR entworfen worden waren. Gegenüber dem Typ Dübs A waren die Maschinen bei gleichem prinzipiellen Aufbau in den meisten Dimensionen vergrößert und um ca. 10 t schwerer. Wie ihre Vorgänger hatten sie Plattenrahmen, innenliegende Stephenson-Steuerung und schräg angeordnete Zylinder, die auf die zweite Kuppelachse arbeiteten.
Die Lokomotiven waren für den Reisezugdienst auf der von Durban ausgehenden Hauptstrecke vorgesehen, wurden dort jedoch schon nach kurzer Zeit von den Schlepptender-Lokomotiven des Typs Hendrie B verdrängt und auf die Strecke zwischen Ladysmith und Harrismith verlegt.
Die South African Railways (SAR) übernahm 1910 alle 25 Exemplare als Klasse G. Die letzten der Lokomotiven blieben bis 1962 im Einsatz, zuletzt im Rangierdienst in Pietermaritzburg. Kein Exemplar ist erhalten geblieben.